# Черных, Иван Васильевич
Иван Васильевич Черных (2 мая 1927, Воронежская область — 25 октября 2022, Москва) — советский и российский военный писатель и журналист. Член Союза писателей России. Корреспондент «Красной звезды». Полковник в отставке.

## Биография
Иван родился в 2 мая 1927 года в Воронежской области.
В 1947 году поступил в Балашовское военное училище летчиков дальней авиации, после окончания которого десять лет летал на боевых самолётах.
Его первая повесть «Мёртвая петля» выдержала творческий конкурс, после чего Иван поступил в 1957 году в Литературный институт им. А. М. Горького при Союзе писателей СССР.
В 1961 году окончил институт. Из ВВС был переведён на журналистскую работу — стал собственным корреспондентом «Красной звезды» по Дальнему Востоку.
Выпустившись из военного авиационного училища, был принят в редакцию газеты «Красная звезда» в качестве корреспондента.
Состоял в Союзе писателей с 1979 года.
Работал заместителем главного редактора редакции художественной литературы Воениздата.
Автор романов «На острове нелетная погода», «Правый пеленг», «Мгновения вечный след», «Злой ветер афганец». Также имелся ряд детективных романов и повестей, таких как «Школа террористов», «Губернатор провинции», «Воздушный курьер» и многих других.
Ушёл из жизни 25 октября 2022 года в Москве на 96-м году жизни.

## Награды и звания
- Премия Константина Симонова за роман «Злой ветер афганец»
- Орлен Красной Звезды
- Медаль «За боевые заслуги»
- Медаль «За укрепление боевого содружества»
- Медаль «За воинскую доблесть»

## Экранизация
- По повести «Тревожные высоты» сняты два фильма: одноимённый документальный и художественный фильм «Гарантирую жизнь»

## Издания
- Преступление и наказание, 1996. — 512 с.
- Черных И. В. Игры для патриотов. Роман. Автор: Иван Васильевич Черных. Литературно-художественное издание. Художник Н. Никонова. (Москва: Издательство «Эксмо», 2002. — Серия «Русский бестселлер»)
- Черных И. В. На острове нелетная погода. Роман. Автор: Иван Васильевич Черных. Художник А. И. Черных. (Москва: Воениздат, 1987)
- Черных И. В., Головнев Л. В. Мгновенье вечности: [о генерал-майоре Воробьёве В.В.] : документальная повесть (Москва: Студия писателей МВД России, 2011)[10]
- Сергей Чупринин. Новая Россия: мир литературы : энциклопедический словарь-справочник в двух томах. — Вагриус, 2003. — 936 с. — ISBN 978-5-9560-0157-8.[11]
- Иван Черных. Высота неизвестности: роман. — Московский рабочий, 1986. — 234 с.[12]
- Подъём. — Воронежское книжное изд-во., 1986. — 902 с.[13]
- Иван Васильевич Черных. Тревожные высоты. — Издательство «Вече», 2019-03-27. — 607 с. — ISBN 978-5-4484-7025-7.[3]
- Иван Васильевич Черных. Гнев Гефеста: приключенческая повесть. — Мол. гвардия, 1990. — 280 с. — ISBN 978-5-235-01203-5.[4]
- Иван Черных. Ночные бомбардировщики. — ДОСААФ, 1984. — 224 с.[5]